# 고료카쿠

고료카쿠 타워에서 본 고료카쿠

고료카쿠(일본어: 五稜郭)는 에도 시대 말기에 세워진 지금의 홋카이도 하코다테시에 있는 요새이다. 당시 일본에서 건축되었던 별 모양의 성곽을 부르는 통칭이기도 하며, 나가노현 사쿠시의 다쓰오카 성도 고료카쿠로 불렸으나, 일반적으로는 하코다테에 있는 요새를 가리킨다. 당시의 명칭은 가메다야쿠쇼토루(亀田役所土塁: 가메다 관청 성루)으로, 혹은 류야 성(柳野城)으로도 불렸다. 일본의 국가 지정 특별 사적이며, '고료카쿠와 하코다테 전쟁의 유구'라는 이름으로 홋카이도 유산으로 선정되었다.

## 개요
1854년 체결된 미일 화친 조약에 따라 하코다테 항이 개항되었고, 북방의 방위와 관청의 이전문제를 해결하기 위해 당시 쇼군이었던 도쿠가와 이에사다의 명으로 요새가 축조되었다. 설계는 양식 군사학자 다케다 아야사부로가 맡았다. 고료카쿠의 양식은 유럽의 능보식축조양식을 따랐다. 보루를 별 모양으로 배치한 것이 특징이다. 전쟁후 일반 시민들은 고료카쿠를 적극적으로 이용했는데,겨울철 결빙된 해자의 얼음을 채빙하는 일이 본격화되어 메이지4년에는 채빙한 670톤을 혼슈각지에 보내어 당시 비싸게 수입되던 미국것을 대신해 하코다테의 일대산업이 된적도 있었다. 또한 5000그루의 사쿠라묘목이 심어져 홋카이도에서도 유수의 사쿠라의 명소로 지금까지 이어져 오고 있다

## 역사 및 연혁

### 에도 시대
- 1857년 공사를 시작하였다.
- 1864년 업무를 시작하였다.
- 1866년 공사가 마무리되었다.

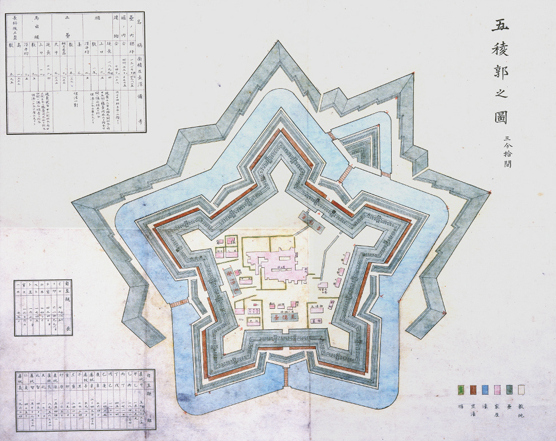
고료카쿠 고지도

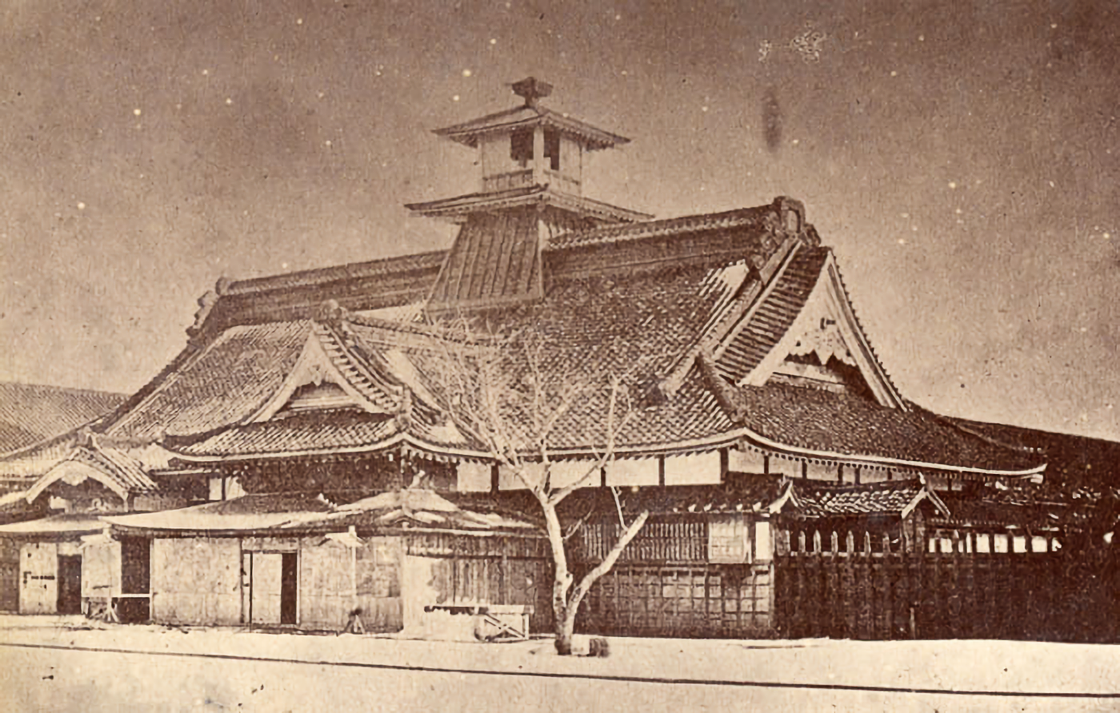
1868년 겨울에 찍은 하코다테 부교쇼

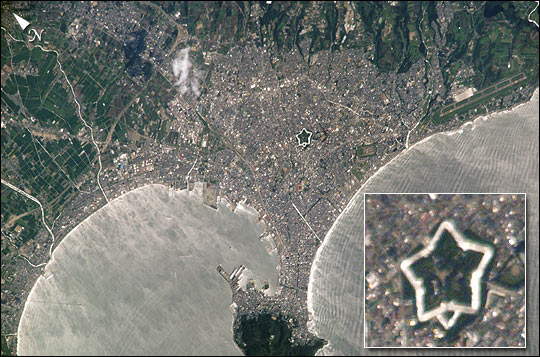
인공위성에서 본 고료카쿠

당시에는 외국의 위협에 대처하기 위해 요새를 축조할 계획이었지만, 위협이 수그러들자 축조의 목적은 국가위신 세우기로 바뀌었다. 요새 축조에 필요한 재원부족으로 당초 세웠던 계획보다 규모가 축소되었고, 반월형의 보루와 출입구 한곳만 만들어졌다. 하코다테 개항시에는 하코다테 부교쇼(箱館奉行所: 하코다테 행정집행소)를 두었다.

### 메이지 시대이후
고료카쿠는 보신 전쟁 최후의 격전지로 유명하다.
- 1868년 (메이지 원년) 10월 26일 좌막파의 오토리 게이스케부대와 히지카타 도시조부대의 양 부대가 고료카쿠를 점거한다.
- 1869년 1월 에조 공화국이 수립된다.
- 1869년 (메이지 2) 5월 18일, 신정부군에 패배하여 영지를 반환하였다.

메이지 4년 이후부터 고료카쿠 내부의 건물은 대부분 해체되어 가이타쿠시 관사를 건립할 때 재활용되었다. 그 후, 요새 겸 연병장으로 육군성 관할하에 배속되지만, 1914년 (다이쇼 3년) 공원으로 정비되어 일반에 공개되었다. 1917년 (다이쇼 6년) 가타카미 라쿠텐이 병량고를 이용해 가이큐칸(懐旧館)을 건립하였고, 하코다테 전쟁관련 자료를 전시하였다.
- 1922년 (다이쇼 11년) 국가 사적으로 지정되었다.
- 1952년 (쇼와 27년) 특별사적으로 지정되었다.
- 1955년 (쇼와 30년) 시립 하코다테 박물관 고료카쿠 분관이 개관하였다.
- 1964년 (쇼와 39년) 입구부근에 고료카쿠 타워가 건설되었다. 현재는 벚꽃의 명소로 알려져있다. 또, 매년 5월 주말에는 하코다테 고료카쿠 축제가 열린다.
- 2005년 (헤세 17년) 11월 20일 하코다테시 중앙도서관이 고료카쿠 공원 서쪽 입구부근인 오시마 지청사 옛 터에서 개관하였다.
- 2006년 (헤세 18년) 4월 1일 높이 107m의 새로운 고료카쿠 타워가 개관하였다.
- 2006년 (헤세 18년) 4월 6일 일본 100대 명성에 선정되었다.

## 교통
- 하코다테 시전 2계통, 5계통 고료카쿠 공원 앞 역 도보로 15분

## 같이 보기
- 시료카쿠
- 다쓰오카 성
- 보신 전쟁
- 에조 공화국